# Warwick Croft

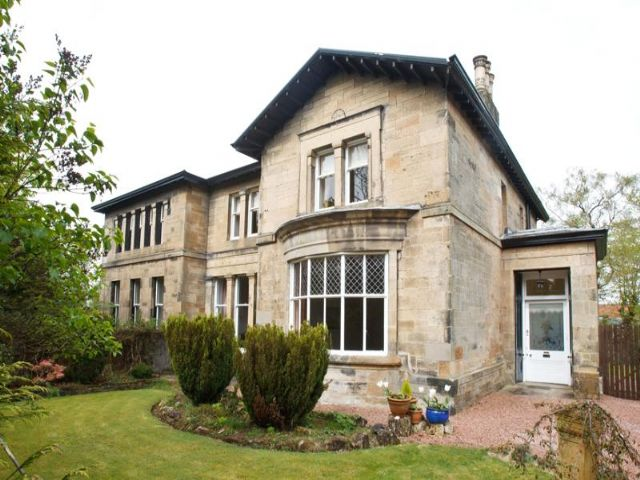
Warwick Croft

Warwick Croft ist eine Villa in der schottischen Stadt Lenzie in East Dunbartonshire. 1977 wurde das Gebäude in die schottischen Denkmallisten in der höchsten Kategorie A aufgenommen.

## Beschreibung
Bei der Villa handelt es sich um ein spätes Bauwerk des bekannten Architekten Alexander Thomson. Sie entstand um das Jahr 1875 und könnte damit möglicherweise erst nach Thomson Tod in diesem Jahr entstanden sein. Das Gebäude weist typische Merkmale von Thomsons Architektur auf, der in seine Entwürfe starke mediterrane, insbesondere griechische Motive einfließen ließ. Die Villa befindet sich im Südwesten Lenzies an der Kreuzung zwischen Heriot Road und Alexandra Road. Sie besteht aus zwei Gebäudeteilen, die rechtwinklig aufeinandertreffen und eine Einheit bilden. Der parallel zur Heriot Road verlaufende Gebäudeteil ist zweistöckig und besteht aus polierten Quadersteinen. Er schließt mit Walm- und Satteldächern ab. Ebenerdig tritt auf der rechten Seite eine gerundete Auslucht hervor. Zwei weitere Fenster an dieser Fassade sind mit Blendpfeilern verziert. Eine weitere Auslucht ist an dem zweiten Gebäudeteil entlang der Alexandra Road zu finden. Unter der Adresse 27 Victoria Road befindet sich eine weitere denkmalgeschützte Villa Thomsons nur wenige hundert Meter entfernt.